# Рябина
Ряби́на (лат. Sórbus) — род относительно невысоких деревьев семейства Розовые (Rosaceae).

## Название
Названия на других языках (в основном эти названия относятся к рябине обыкновенной):
- Для дерева: англ. mountain ash, rowan (tree); итал. sorbo selvatico; исп. serbal; макед. оскоруша; нем. Eberesche; тур. üvez (ağacı); укр. горобина; фр. sorbier; пол. jarzębina; болг. офика.
- Для плода: англ. ashberry, rowan (berry); итал. sorbe selvatiche; исп. serba; макед. оскоруша; нем. Vogelbeere, Ebereschenbeere; тур. üvez; укр. горобина; фр. sorbe; пол. jarzębina; болг. офика.

## Ботаническое описание
Почки растений этого рода войлочно-пушистые. Листья крупные, непарноперистые, с 11—23 почти сидячими (практически прикреплёнными к стеблю) продолговатыми остропильчатыми листочками. В молодом возрасте листочки волосистые, но затем становятся почти голыми. Белые многочисленные цветки рябины собраны в густые щитковидные соцветия, появляющиеся на концах ветвей. Они обладают сильным специфичным запахом. В цветке развит околопестичный околоцветник из чашечки и венчика, много тычинок и пестик с тремя столбиками. Плод — шарообразное или овальное ярко-красное сочное яблоко с мелкими, по краю округлыми семенами.
Плоды содержат около 8 % сахаров (фруктоза, глюкоза, сорбоза, сахароза), а также органические кислоты, в том числе сорбиновую, обладающую антисептическим действием, микроэлементы и витамины — аскорбиновую кислоту (до 200 мг%), витамин P, каротин и гликозиды (в их числе амигдалин).

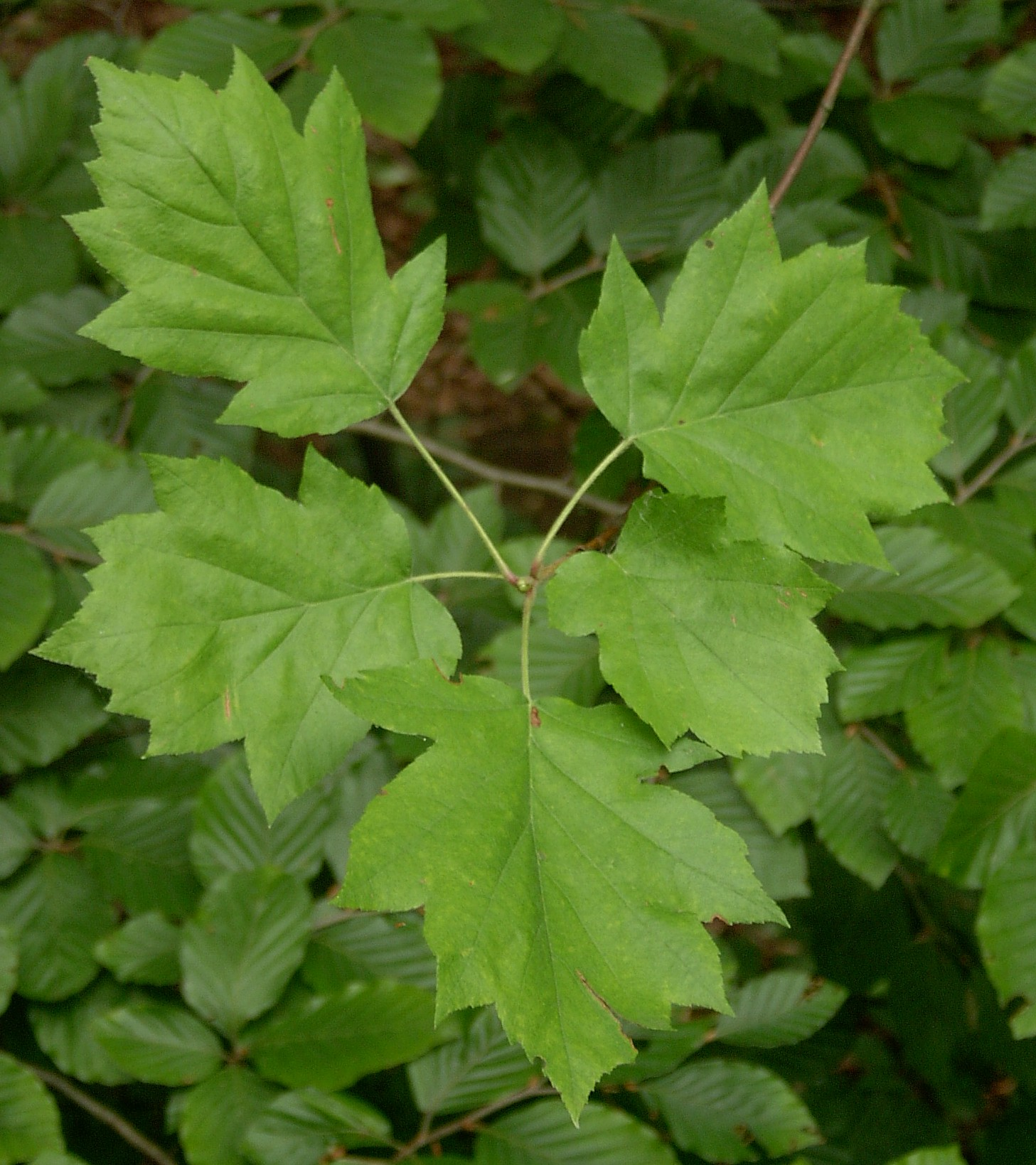
Рябина глоговина (Sorbus torminalis): листья
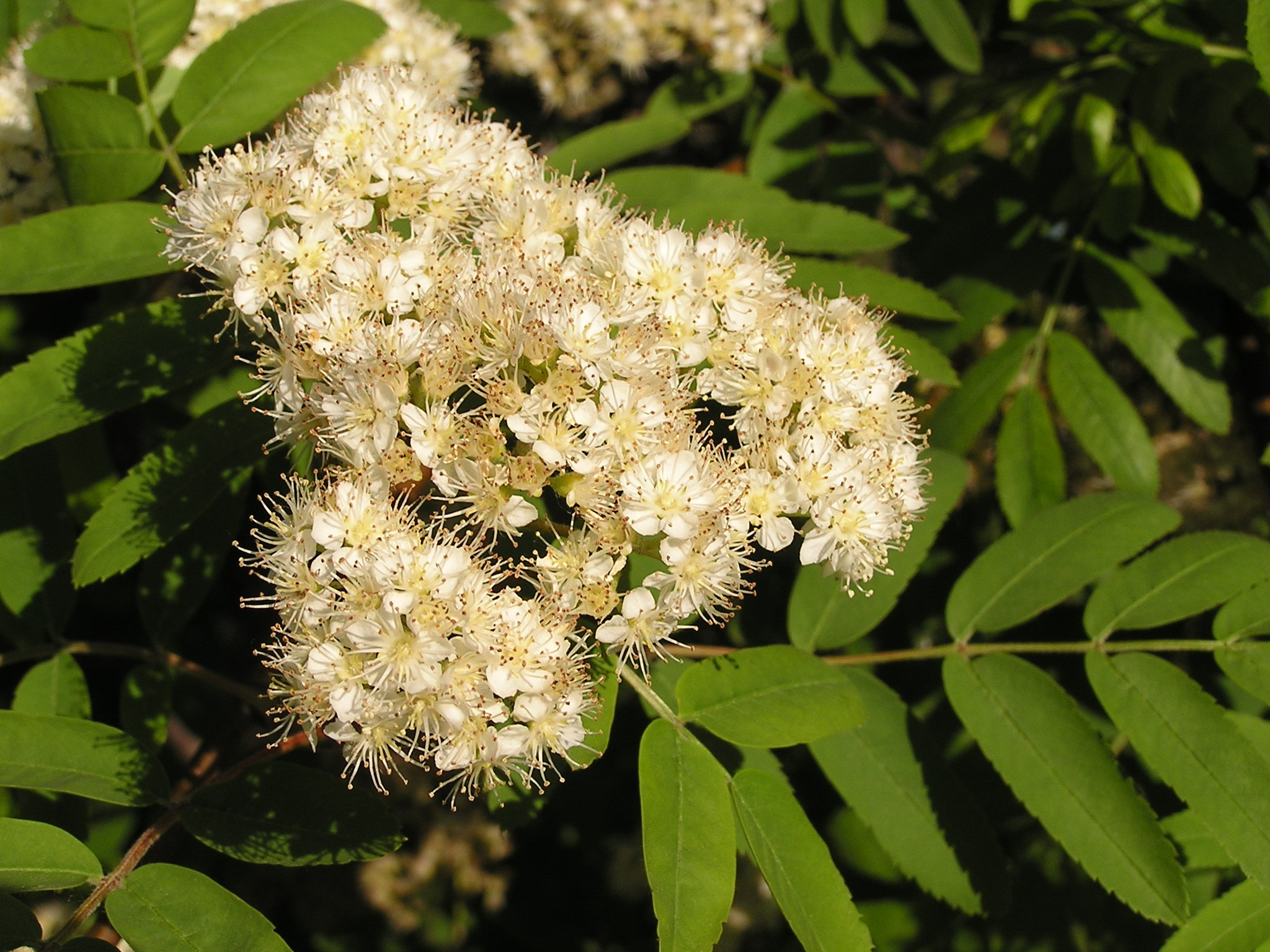
Цветки рябины обыкновенной
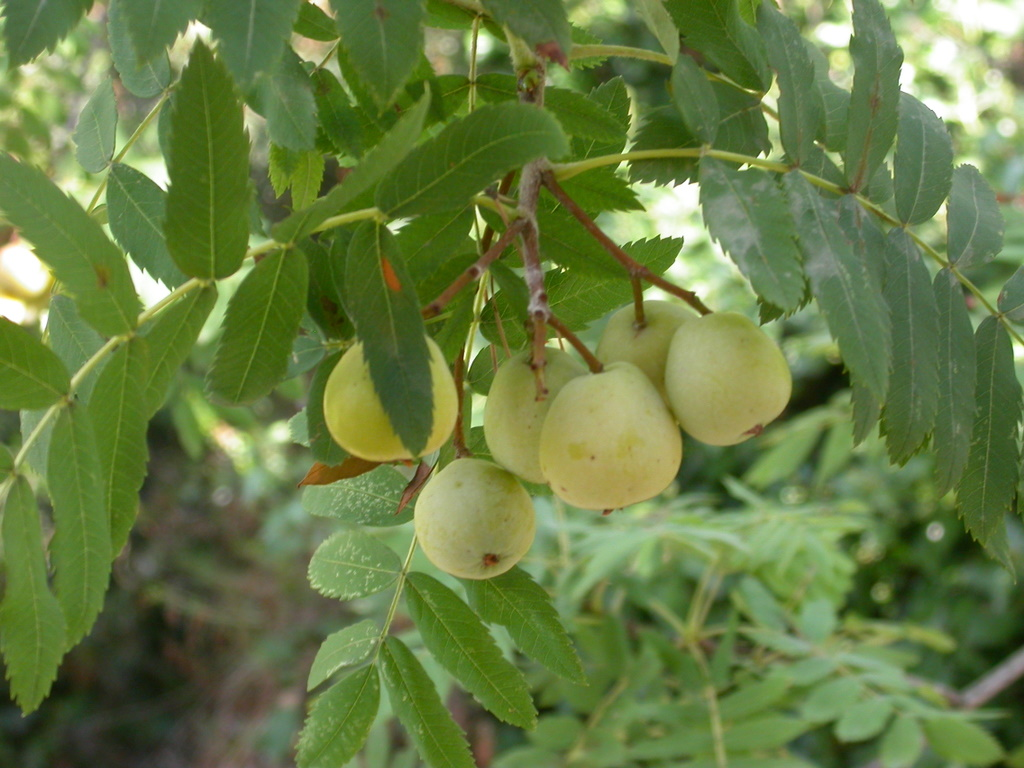
Рябина домашняя (Sorbus domestica): незрелые плоды и листья
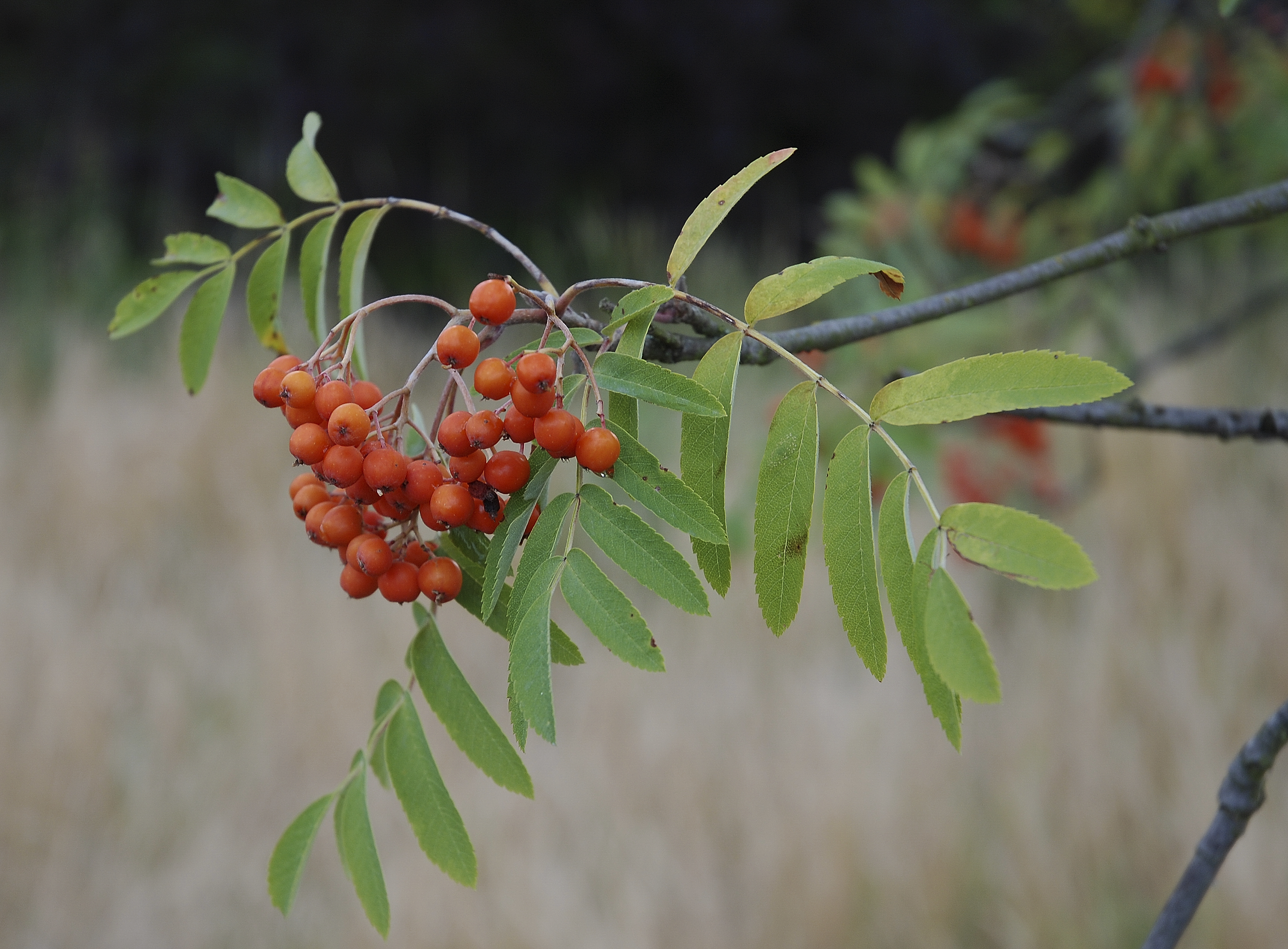
Плоды рябины обыкновенной

## Распространение и экология
Всего насчитывается свыше 100 видов рябины, из них около трети произрастает на территории России и сопредельных стран. Рябина широко распространена по всей Европе, по всей Азии и в Северной Америке.
Обладает рекордной морозоусточивостью, неприхотливостью к почве, растет на участках с близким расположением грунтовых вод.
Наиболее известна рябина обыкновенная (Sorbus aucuparia), которая растёт в изобилии в садах и лесах европейской части России без всякого ухода. Невежинская рябина (название происходит от деревни Невежино ныне Юрьев-Польского района Владимирской области) — не отдельный вид, а особая форма рябины обыкновенной. Из разновидностей рябины можно назвать «жёлтоплодную», с довольно крупными ягодами.

## Хозяйственное значение и использование

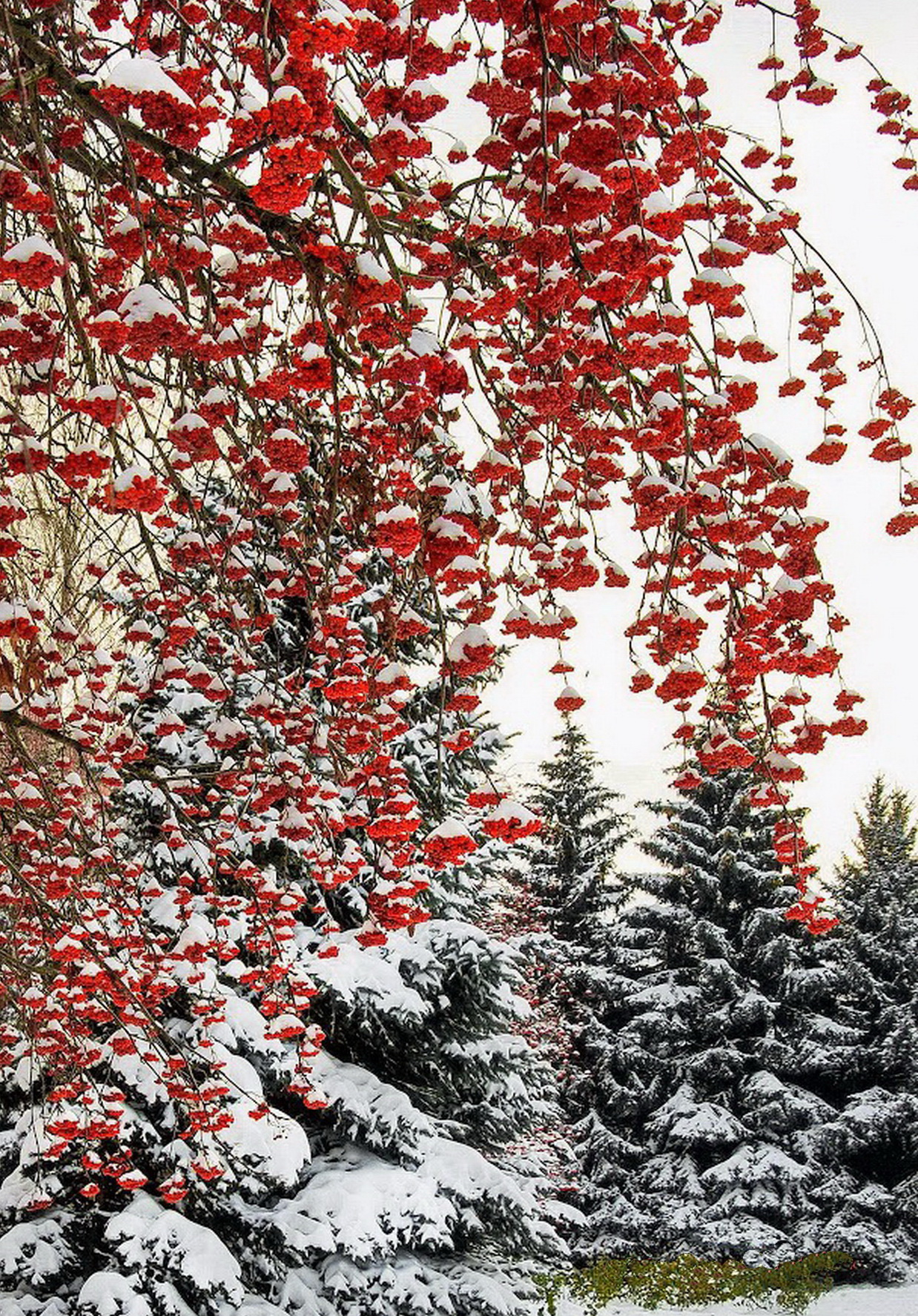
Рябина в декабре

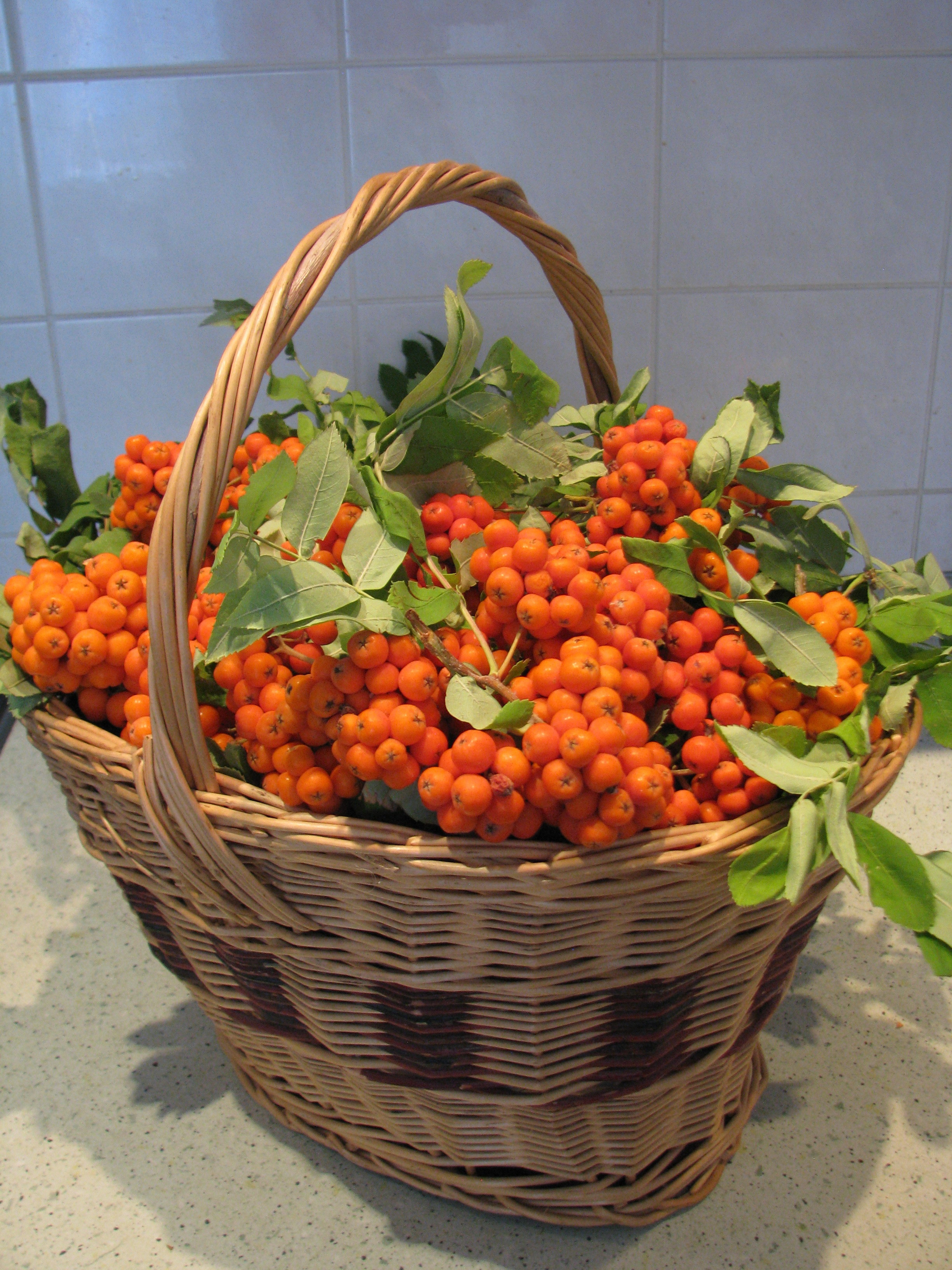
Корзина с плодами рябины

Рябина обыкновенная, вследствие большой её распространённости и невысокого качества её плодов, принадлежит к числу малоценных плодовых деревьев. Свежие плоды рябины имеют горьковатый вкус, но первые заморозки приводят к разрушению горького гликозида сорбиновой кислоты, и горечь исчезает. Плоды самой популярной в России разновидности рябины (Невежинской), содержащие до 9 % сахара, имеют сладкий вкус и до морозов. Плоды рябины потребляются в свежем виде, в виде варенья, джемов, киселей, настоек, пастилы, мармелада, желе, а также мочёная и маринованная. Порошок, приготовленный из сушёных плодов, идёт на начинку для пирогов.
Рябиновый сок используется в ликёро-водочном производстве. Русские виноделы начала XX века использовали для приготовления настоек невежинскую рябину, изменив её название на «нежинская» — очевидно, для благозвучия, а по легенде — чтобы сбить с толку конкурентов. Одна из версий легенды называет автором мистификации Шустова, другая — Смирнова.
Тяжёлая, упругая, прочная древесина используется для столярных изделий.
Рябина является медоносом.
Плоды рябины использовались в народной медицине как противоцинготное, кровоостанавливающее, мочегонное, желчегонное, потогонное, слабительное и как средство от головной боли; в научной медицине рябина не используется.
Рябина часто разводится как декоративное дерево. Она может использоваться в качестве материнского растения (подвоя) для других родов семейства Розовые, например, айвы и груши. Прививки живут около десяти лет.

## В культуре

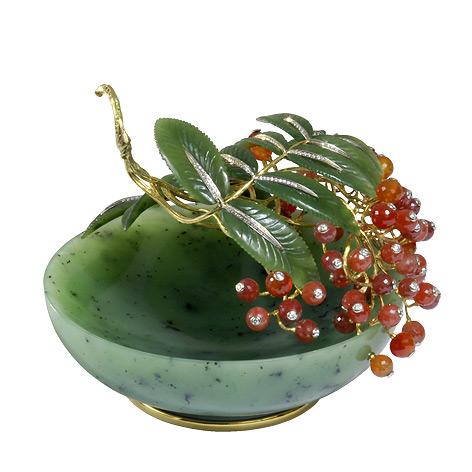
«Рябиновая чаша»

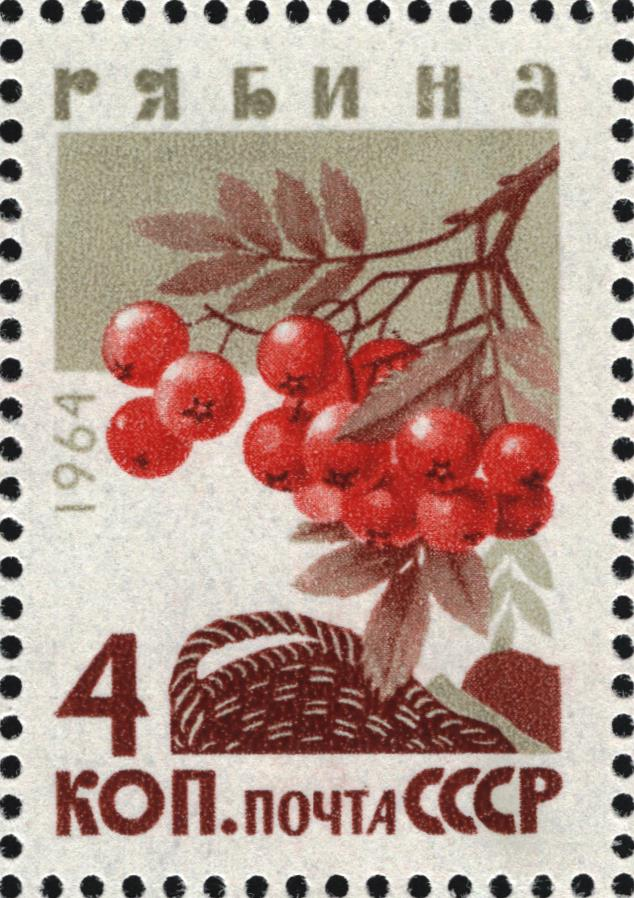
Почтовая марка СССР

Герб Ижевска

- В скандинавской мифологии рябина (reynir) связана с богом Тором, ибо он спасся ухватившись на её ветку на переправе в Ётунхейм (Младшая Эдда, Язык поэзии, 26).
- В советские годы были популярны песни Евгения Родыгина «Ой, рябина кудрявая» и Ирины Понаровской «Рябиновые бусы»
- В 1854 году русский поэт князь Пётр Андреевич Вяземский, будучи в швейцарском курортном городе Веве, увидел там рябину и посвятил ей стихотворение «Вевейская рябина», где назвал рябину «землячкой» и «русским виноградом». В 1864 году поэт ещё раз навестил «свою» рябину и посвятил ей ещё одно стихотворение.
- В 1964 году в СССР была выпущена почтовая марка с изображением рябины (ЦФА № 3134)[7].
- Рябина присутствует на гербе города Ижевска.
- Рябина на протяжении многих веков считалась магическим растением и играла важную роль в поверьях и ритуалах древних славян, скандинавов и кельтов[8].[неавторитетный источник]
- Народная примета: в лесу много рябины — к дождливой осени[9].

## Классификация

### Таксономия
- Sorbus  L., 1753, Sp. Pl. : 477

Род Рябина включается в семейство Розовые (Rosaceae) порядка Розоцветные (Rosales), последовательно входящего в более крупные клады Фабиды → Розиды → Суперрозиды → Эвдикоты → Цветковые растения. Таксономическая схема в соответствии с Системой APG IV по состоянию на июнь 2024 года:
|  |                          |  |                                   |                                   |                   |  | еще 8 семейств |               |               |                                                              |
|  |                          |  |                                   |                                   |                   |  |                |               |               | 111 подтвержденных вида и 197 видов, ожидающих подтверждения |
|  |                          |  |                                   | порядок Розоцветные               |                   |  |                |               | род Рябина    |                                                              |
|  |                          |  |                                   | порядок Розоцветные               |                   |  |                |               | род Рябина    |                                                              |
|  | клада Цветковые растения |  |                                   |                                   | семейство Розовые |  |                |               |               |                                                              |
|  | клада Цветковые растения |  |                                   |                                   |                   |  |                |               |               |                                                              |
|  |                          |  | ещё 63 порядка цветковых растений | ещё 63 порядка цветковых растений |                   |  |                | еще 116 родов | еще 116 родов |                                                              |
|  |                          |  |                                   | ещё 63 порядка цветковых растений |                   |  |                |               | еще 116 родов |                                                              |

### Виды
Некоторые из них:
- Sorbus albovii Zinserl. — Рябина Альбова
- Sorbus alnifolia (Siebold & Zucc.) K.Koch — Рябина ольхолистная
- Sorbus americana Marshall — Рябина американская
- Sorbus aria (L.) Crantz — Рябина ария, или Рябина круглолистная
- Sorbus armeniaca Hedl. — Рябина армянская
- Sorbus aronioides Rehder — Рябина арониеподобная
- Sorbus aucuparia L. — Рябина обыкновенная
- Sorbus buschiana Zinserl. — Рябина Буша
- Sorbus caloneura (Stapf) Rehder — Рябина голонервная
- Sorbus cashmiriana Hedl. — Рябина кашмирская
- Sorbus caucasica Zinserl. — Рябина кавказская
- Sorbus chamaemespilus (L.) Crantz — Рябина приземистая
- Sorbus colchica Zinserl. — Рябина колхидская
- Sorbus commixta Hedl. — Рябина смешанная
- Sorbus coronata (Cardot) T.T.Yu & H.T.Tsai — Рябина увенчанная
- Sorbus cuspidata (Spach) Hedl. — Рябина длинноостроконечная
- Sorbus decora C.K.Schneid. — Рябина красивая
- Sorbus discolor (Maxim.) Maxim. — Рябина двуцветная
- Sorbus domestica L. — Рябина домашняя, или Рябина садовая, или Рябина крымская
- Sorbus dunnii Rehder — Рябина Данна
- Sorbus ferruginea (Wenz.) Rehder — Рябина ржавая
- Sorbus foliolosa (Wall.) Spach — Рябина листочковая
- Sorbus globosa T.T.Yu & H.T.Tsai — Рябина шаровидная
- Sorbus gorodkovii Pojark. — Рябина Городкова
- Sorbus graeca (Lodd. ex Spach) Kotschy — Рябина греческая
- Sorbus hajastana Gabrieljan — Рябина айастанская
- Sorbus himalaica Gabrieljan — Рябина гималайская
- Sorbus insignis (Hook.f.) Hedl. — Рябина замечательная
- Sorbus intermedia (Ehrh.) Pers. — Рябина промежуточная
- Sorbus keissleri (C.K.Schneid.) Rehder — Рябина Кейслера
- Sorbus koehneana C.K.Schneid. — Рябина Кёне
- Sorbus kurzii (G.Watt ex Prain) C.K.Schneid. — Рябина Курца
- Sorbus kusnetzovii Zinserl. — Рябина Кузнецова
- Sorbus latifolia (Lam.) Pers. — Рябина широколистная
- Sorbus luristanica (Bornm.) Schönb.-Tem. — Рябина луристанская
- Sorbus microphylla (Wall. ex Hook.f.) Wenz. — Рябина мелколистная
- Sorbus migarica Zinserl. — Рябина мигарийская
- Sorbus mougeotii Soy.-Will. & Godr. — Рябина Мужо
- Sorbus pallescens Rehder — Рябина бледноватая
- Sorbus persica Hedl. — Рябина персидская
- Sorbus rhamnoides (Decne.) Rehder — Рябина крушиновидная
- Sorbus sambucifolia (Cham. & Schltdl.) M.Roem. — Рябина бузинолистная
- Sorbus schemachensis Zinserl. — Рябина шемахинская
- Sorbus scopulina Greene — Рябина горная
- Sorbus sitchensis M.Roem. — Рябина ситхинская
- Sorbus subfusca (Ledeb. ex Nordm.) Boiss. — Рябина буроватая
- Sorbus takhtajanii Gabrieljan — Рябина Тахтаджяна
- Sorbus tamamschjanae Gabrieljan — Рябина Тамамшян
- Sorbus thibetica (Cardot) Hand.-Mazz. — Рябина тибетская
- Sorbus thomsonii (King ex Hook.f.) Rehder — Рябина Томсона
- Sorbus tianschanica Rupr. — Рябина тяньшанская
- Sorbus torminalis (L.) Crantz — Рябина глоговина
- Sorbus turcica Zinserl. — Рябина турецкая
- Sorbus turkestanica (Franch.) Hedl. — Рябина туркестанская
- Sorbus umbellata (Desf.) Fritsch — Рябина зонтичная
- Sorbus ursina (Wall. ex D.Don) Decne. — Рябина медвежья
- Sorbus velutina (Albov) C.K.Schneid. — Рябина бархатистая
- Sorbus zahlbruckneri C.K.Schneid. — Рябина Цалбрукнера

### Сорта и гибриды
- Sorbus ×arnoldiana — Рябина Арнольда (= Sorbus aucuparia × Sorbus discolor)
- Sorbus ×arnoldiana 'Carpet Of Gold' — Рябина Арнольда 'Карпет Оф Голд' 
 — декоративный сорт голландского происхождения, отличается золотисто-жёлтыми плодами.
- Sorbus ×arnoldiana 'Kirsten Pink' — Рябина Арнольда 'Кирстен Пинк' 
 — декоративный сорт голландского происхождения с кустовидной формой кроны и розовыми плодами.
- Sorbus ×arnoldiana 'Red Tip' — Рябина Арнольда 'Ред Тип' 
 — декоративный сорт голландского происхождения, отличается бело-розовыми плодами.
- Sorbus ×arnoldiana 'Schouten' — Рябина Арнольда 'Схоутен' 
 — декоративный сорт голландского происхождения, отличается оранжево-жёлтыми плодами.
- Sorbus ×arnoldiana 'White Wax' — Рябина Арнольда 'Уайт Уакс' 
 — декоративный сорт голландского происхождения, отличается белыми плодами и кустовидной формой роста.
- Sorbus ×arnoldiana 'Chamois Glow' — Рябина Арнольда 'Шеми Глоу' 
 — декоративный сорт голландского происхождения, отличается очень крупными листьями и коричнево-жёлтыми плодами.
- Sorbus ×thuringiaca — Рябина тюрингенская (= Sorbus aucuparia × Sorbus aria)
- Sorbus ×thuringiaca 'Leonard Springer' — Рябина тюрингенская 'Леонард Шпрингер' 
 — декоративный голландский сорт, отличающийся непарноперистыми листьями с крупными ромбовидными в основании глубоконадрезанными верхушечными листочками и с четырьмя — пятью парами крупнопильчатых листочков; плоды крупные, яйцевидные, длиной 1,5 см, оранжево-красные.
- Sorbus ×thuringiaca 'Neulliesis' — Рябина тюрингенская 'Нёйльенсис' 
 — декоративный французский сорт, листья чаще всего с четырьмя — пятью парами листочков; верхушечный листочек крупный, треугольно-яйцевидный, перисто-лопастной и надрезанный с дваждыпильчатым краем.
- Sorbus ×thuringiaca 'Fastigiata' — Рябина тюрингская 'Фастигиата' 
 — декоративный британский сорт, отличающийся колонновидно-пирамидальной кроной, с направленными вверх ветвями; листья жёсткие, тёмно-зелёные, с тупоконечно заострённой верхушкой, в основании имеют до четырёх свободных листочков.
- Sorbus 'Jermyns' — Рябина Джерминс (= Sorbus aucuparia × Sorbus sargentiana) 
 — декоративный сорт британского происхождения, имеет перистые, краснеющие осенью листья и янтарно-жёлтые или оранжево-красные плоды, собранные в больших щитках, позднего срока созревания.
- Sorbus 'Integerrima' — Рябина Интегеррима 
 — декоративный сорт рябины обыкновенной (или рябины тюрингенской) датского происхождения, отличается почти цельнокрайными листочками.
- Sorbus 'Red Marbles' (предположительно = Sorbus aucuparia × Sorbus pochuashanensis) — Рябина 'Ред Марблес' 
 — декоративный сорт британского происхождения, красивое дерево с красными плодами, покрытыми светлыми чечевичками[11].

### Гибридные роды с участием представителей рода Рябина
- ×Amelasorbus — Амеласорбус (= Sorbus × Amelanchier)
- ×Crataegosorbus — Кратегосорбус (= Sorbus × Crataegus)
- ×Malosorbus — Малосорбус (= Sorbus × Malus)
- ×Sorbaronia — Сорбарония (= Sorbus × Aronia)
- ×Sorbomeles (= Sorbus × Micromeles)
- ×Sorbopyrus — Сорбопирус (= Sorbus × Pyrus)
- ×Sorbocotoneaster — Рябинокизильник, или Сорбокотонеастер (= Sorbus × Cotoneaster)

### Sorbuss. l.
По результатам филогенетических исследований для достижения монофилии рода часть видов выделены или перенесены в роды Alniaria, Aria, Chamaemespilus, Cormus, Dunnaria, Griffitharia, Hedlundia, Karpatiosorbus, Majovskya, Micromeles, Normeyera, Pleiosorbus, Scandosorbus, Thomsonaria, Torminalis, Wilsonaria.